# Варзеа (Сан-Педру-ду-Сул)
Варзеа (порт. Várzea) — район (фрегезия) в Португалии, входит в округ Визеу. Является составной частью муниципалитета Сан-Педру-ду-Сул. Находится в составе крупной городской агломерации Большое Визеу. По старому административному делению входил в провинцию Бейра-Алта. Входит в экономико-статистический субрегион Дан-Лафойнш, который входит в Центральный регион.
Население составляет 1499 человек на 2001 год. Занимает площадь 6,37 км².